# بورش 928
بورش 928 هي سيارة سياحية فاخرة من إنتاج الصانع الألماني بورشيه من عام 1978 إلى 1995. أنتجت هذه السيارة لتحل محل سيارة الشركة ذائعة الصيت بورش 911. جمعت السيارة بين الثبات والراحة والسيارة الرياضية الفاخرة.